# 蒙基奥德莱科尔蒂
蒙基奥德莱科尔蒂（義大利語：Monchio delle Corti），是意大利帕尔马省的一个市镇。总面积68平方公里，人口1039人，人口密度15.3人/平方公里（2009年）。ISTAT代码为034022。